# Risicokaart
De Risicokaart is voor Nederlandse overheden een hulpmiddel bij het maken van beleid, bijvoorbeeld bij de aanleg van een nieuwe woonwijk of een bedrijventerrein. Daarnaast is het een manier om burgers te informeren over de potentiële risico's in hun leefomgeving. Door de overheid is bepaald welke informatie wel en welke niet op de risicokaart wordt getoond. 
Op de kaarten staan verschillende risicobronnen vermeld, zoals:
- bedrijven en transportroutes met gevaarlijke stoffen;
- risico's op natuurrampen;
- sociale risico's als paniek in menigten en verstoring van de openbare orde.

Gemeenten, provincies en de rijksoverheid voeren gegevens in over risico’s in een landelijke databank. De provincies krijgen gegevens uit deze landelijke databank, die ze in een provinciale databank plaatsen. Met behulp van een kaartviewer worden de actuele risicogegevens getoond op een website op internet.